# Carmela Mackenna
Carmela Mackenna Subercaseaux, née en 1879 à Santiago et morte en 1962 dans la même ville, est une pianiste et compositrice chilienne.

## Biographie
Fille d’Alberto Mackenna Astorga et Carmela Subercaseaux, elle était l’arrière-petite-fille du héros de la guerre d'indépendance du Chili Juan Mackenna (es) et la tante du compositeur Alfonso Leng (es),.
Carmela Mackenna a étudié la théorie musicale à Santiago avec un professeur italien, Bindo Paoli, qui fut également le professeur de María Luisa Sepúlveda. Après son mariage, elle a poursuivi ses études de piano et composition à Berlin avec Conrad Ansorge et Hans Mersmann. Elle y est en contact avec l’expressionnisme. La musique de Paul Hindemith aura une influence déterminante. Carmela Mackenna va résider en Allemagne pendant dix ans, ce qui sera la période la plus féconde de son œuvre de compositrice. En 1934, elle atteint le sommet de son travail de création avec la première à Berlin de son Concerto pour piano et orchestre pour le soliste Armando Moraga, interprété par l’orchestre de la radio d’État dirigé par Heinrich Steiner. Le concerto sera également joué en France et en Autriche. En 1936, sa Messe pour chœur mixte a cappella, jouée par le chœur de la cathédrale de Munich, a reçu l’un des premiers prix au Concours international de musique sacrée tenu à Francfort en octobre de la même année.
Carmela Mackenna a été la première à utiliser les vers de Pablo Neruda dans une œuvre musicale : Tres canciones españolas y Poema (Trois chansons espagnoles et poème) pour chant et piano.

## Œuvres (sélection)
- Concerto pour piano et orchestre (1934)
- Trio pour cordes
- Variations et prélude pour piano solo
- Messe pour chœur mixte a cappella (1936)
- Trio pour flûte, violon et alto
- Quatuor à cordes
- Sonate pour violon[4],[5]